# Povšetova ulica, Ljubljana
Povšetova ulica je ena izmed ulic v Ljubljani. Najbolj je poznana po tam ležečem Zavodu za prestajanje kazni zapora Ljubljana.

## Zgodovina
Leta 1929 so v ljubljanskih Mostah poimenovali ulico od Dolenjske železnice čez Kodeljevo v Štepanjo vas po Franu Povšetu, slovenskemu politiku in agronomu.
Leta 1937 so ulico podaljšali tako, da so preimenovali dotedanjo cesto Kodeljevo.

## Urbanizem
Ulica poteka od križišča s Poljanskim nasipom in Potočnikovo ulico do križišča s Kajuhovo ulico.
Na ulico se (od zahoda proti vzhodu) povezujejo: Glonarjeva, Koblarjeva, Grablovičeva, Koširjeva, Zadružna, Kosovelova, Jana Husa, Goce Delčeve, Malejeva, Pugljeva, Gortanova in Puterjeva.

## Javni potniški promet
Po Povšetovi ulici potekata trasi mestnih avtobusnih linij št.  5 in N5. 

### Postajališči MPP
| postajališče      | št. linije |
| ----------------- | ---------- |
| 402052 Glonarjeva | 5, N5      |
| 403012 Jana Husa  | 5, N5      |

| postajališče     | št. linije |
| ---------------- | ---------- |
| 403011 Jana Husa | 5, N5      |